# Basilepta nala
Basilepta nala es un coleóptero de la familia Chrysomelidae.
Fue descrita científicamente por primera vez en 1984 por Takizawa.